# Vernissage Grif
Vernissage Grif, född 12 april 2014 i Italien, är en italiensk varmblodig travhäst. Han tränas och körs av Alessandro Gocciadoro.

## Bakgrund
Vernissage Grif är en fuxhingst efter Varenne och under Dalia Grif (efter Park Avenue Joe). Han föddes upp av Allevamento il Grifone SRL och ägs av Gennaro Riccio. Han tränas och körs av Alessandro Gocciadoro.
Vernissage Grif har till april 2022 sprungit in 1 036 231 euro på 111 starter varav 37 segrar, 17 andraplatser och 10 tredjeplatser. Han har tagit karriärens största seger i Gran Premio Lotteria (2022, 2023). Han har även vunnit Jämtlands Stora Pris (2021), Årjängs Stora Sprinterlopp (2021), Gran Premio Duomo (2021), Gran Premio Costa Azzurra (2022), Gran Premio Città di Montecatini (2020, 2021, 2023) och Gran Premio Campionato Europeo (2020, 2021) och kommit på andraplats i Grote Prijs der Giganten (2021).
Den 23 april 2022 blev Vernissage Grif den sjunde hästen att bjudas in till 2022 års upplaga av Elitloppet på Solvalla.